# Facteur neurotrophique dérivé du cerveau
Le facteur neurotrophique issu du cerveau (BDNF, pour l'anglais brain-derived neurotrophic factor) est une protéine qui chez les humains est codée par le gène BDNF,. Le BDNF est un membre de la famille des neurotrophines qui sont des facteurs de croissance proches du Nerve Growth Factor (NGF). On trouve les facteurs neurotrophiques dans le cerveau et le système nerveux périphérique.

## Fonction
Le BDNF agit sur certains neurones du système nerveux central et du système nerveux périphérique. Ils sont impliqués dans la survie des neurones existants. Ils encouragent la croissance et la différenciation de nouveaux neurones et des synapses,. Dans le cerveau, il est actif dans l'hippocampe, dans le cortex, le prosencéphale basal. Ce sont des aires vitales pour l’apprentissage, la mémoire et d'autres fonctions cognitives. Le BDNF lui-même est important dans la mémoire à long terme. Le BDNF fut le second facteur neurotrophique qui fut caractérisé après le facteur de croissance des nerfs (Nerve Growth Factor) NGF.
Bien que la grande majorité des neurones dans le cerveau des mammifères soient formés avant la naissance, des parties du cerveau adulte retiennent la capacité de faire grandir de nouveaux neurones à partir des cellules souches neurales dans un processus appelé neurogenèse. Les neurotrophines sont des molécules qui aident à stimuler et à contrôler la neurogenèse. Le BDNF étant l'une des plus actives,,. Des souris nées sans la capacité de fabriquer du BDNF souffrent de troubles du développement du cerveau et du système nerveux sensoriel et meurent souvent rapidement après leur naissance. Ceci suggère que le BDNF joue un rôle important dans le développement neuronal.

## Distribution tissulaire
Malgré son nom, le BDNF est en fait trouvé dans de nombreux tissus et types cellulaires et pas seulement dans le cerveau. Il est aussi exprimé dans la rétine, le système nerveux central, les neurones moteurs, les reins et la prostate . Le BDNF est présent à haute concentration dans l'hippocampe et le cortex cérébral. Le BDNF est aussi retrouvé dans la salive humaine.

## Mécanisme d'action
Le BDNF se fixe à au moins deux récepteurs à la surface des cellules, TrkB (prononcez Track B) et le LNGFR (pour low affinity nerve growth factor receptor- récepteur à faible affinité pour le facteur de croissance des nerfs, aussi connu sous le nom p75). Il peut aussi moduler l'activité de nombreux récepteurs à neurotransmetteurs, notamment l'alpha-7 nicotinic receptor (récepteur alpha 7 nicotinique).
Le TrkB est un récepteur tyrosine kinase (ce qui signifie que ces actions sont médiées via l'addition de molécules de phosphates sur certaines tyrosines de la cellule, ce qui active la signalisation cellulaire). Il y a aussi d'autres Trk récepteurs associés, TrkA et TrkC. Il y a d'autres facteurs neutrophiques proches du BDNF : le NGF (pour facteur de croissance nerveux), le NT-3 (pour neurotrophine-3) et NT-4 (pour neutrotrophine-4). Alors que le TrkB est le récepteur primaire pour le BDNF et le NT-4, le TrkA est un récepteur pour le NGF et le TrkC est un récepteur primaire pour le NT-3. Le NT-3 se fixe au TrkA et au TrkB aussi, mais avec moins d'affinité.
L'autre récepteur BDNF, le p75, remplit une fonction un peu moins claire. Quelques chercheurs ont montré que le p75NTR se fixe et sert de « lavabo » pour les neurotrophines. Les cellules qui expriment à la fois les récepteurs p75NTR et les récepteurs Trk peuvent, par conséquent, avoir une plus grande activité, puisqu'elles ont une plus grande microconcentration de la neurotrophine[réf. nécessaire],[pas clair]. Il a aussi été montré, cependant, que le p75NTR peut signaler à une cellule de mourir par apoptose. Ainsi, les cellules qui expriment le p75NTR en l'absence de récepteurs Trk peuvent mourir plutôt que vivre en présence d'une neurotrophine[réf. nécessaire],.

## Sécrétion
Le BDNF est fabriqué dans le réticulum endoplasmique et sécrété à partir des vésicules à cœur dense. Il se fixe à la carboxypeptidase E (CPE) et l'arrêt de cette fixation a été proposée comme cause de la perte de la sortie du BDNF des vésicules à cœur dense. Le phénotype des souris BDNF knock out peut être sévère, avec parfois une létalité postnatale. D'autres traits incluent la perte de neurones sensitifs qui affectent la coordination, l'audition, l'équilibre, le goût et la respiration. Les souris Knock out peuvent aussi montrer des anomalies cérébelleuses et une augmentation du nombre des neurones sympathiques.
L'exercice physique augmente la sécrétion de BDNF au niveau de l'ARNm et de la protéine dans l'hippocampe des rongeurs. Il existerait une augmentation possible de cette neurotrophine après l'exercice physique chez les humains,.
La caféine améliore la mémoire de reconnaissance et cet effet pourrait être causé par l'augmentation du BDNF et du TrkB dans l'hippocampe.
Les interventions basées sur la pleine conscience peuvent augmenter le BDNF.

## Génétique
La protéine BDNF est codée par le gène aussi appelé BDNF. Chez les humains, ce gène est situé sur le chromosome 11,, Val66Met dans un SNP polymorphisme mononucléotidique dans le gène où deux allèles existent l'un avec une adénine, l'autre avec une guanine. Ceci entraîne une variation entre la valine et la méthionine dans le codon 66,.
Le Val66Met est probablement le SNP le mieux étudié du gène BDNF.[réf. souhaitée]
Le polymorphisme Thr2lle pourrait être lié au syndrome congénital d'hypoventilation centrale (syndrome d'Ondine,.
En 2009, on a retrouvé une association entre des variants proches du gène du BDNF et l'obésité dans deux très grandes études d'association génétique de l'indice de masse corporelle,.

## Association avec des pathologies
De nombreuses études ont montré un possible lien entre le BDNF et des pathologies comme la dépression,, la schizophrénie, les troubles obsessionnels compulsifs, la maladie d'Alzheimer, la maladie de Huntington, le syndrome de Rett, la démence, l'anorexie mentale ou la boulimie. Dans le cas de la maladie de Huntington, c'est le transport vésiculaire axonal du BDNF du cortex vers le striatum qui serait impliqué.
De petites périodes d'activité physique peuvent produire une augmentation du BDNF sérique. Cette sécrétion serait bloquée par la pollution atmosphérique. Chez les rongeurs, l'expression génique du BDNF dans le cerveau pourrait aussi être diminuée après l'exposition à la pollution de l'air,.
L'augmentation des niveaux de BDNF peuvent induire un changement dans la récompense dépendante aux opioïdes quand elle est exprimée dans l'aire tegmentale ventrale chez les rats.

### Dépression
L'exposition au stress et à l'hormone du stress, la corticostérone, a montré qu'elle diminuait l'expression de BDNF chez les rats, et si l'exposition est persistante, ceci entraîne une éventuelle atrophie de l'hippocampe. On a trouvé une atrophie de l'hippocampe et des autres structures limbiques chez les patients atteints de dépression chronique. Par ailleurs, les rats élevés pour être hétérozygotes pour le BDNF, qui, par conséquent, diminuent leur expression, ont aussi une atrophie de l'hippocampe. Ceci suggère un lien causal entre le développement d'une dépression et l'existence du BDNF. De même, le neurotransmetteur excitateur glutamate, l'exercice physique et les traitements antidépresseurs augmentent l'expression de transcrits de BDNF spécifiques dans l'hippocampe du rat et de nombreux traitements pour la dépression (comme les antidépresseurs et l'électroconvulsivothérapie) augmentent l'expression de BDNF dans le cerveau et une restauration possible bénéfique de l'application clinique de l'électroconvulsivothérapie. On a montré que cela pouvait protéger ou inverser cette atrophie. Des diminutions du BDNF dans l'hypothalamus ont été impliquées dans le développement de la dépression et dans l'hyperphagie qui peut entraîner une obésité.

### Eczéma
De hauts niveaux de BDNF et de substance P ont été trouvés associés avec une augmentation de la démangeaison due à l'eczéma.

### Épilepsie
L'épilepsie a été associée à des polymorphismes du BDNF. Compte tenu du rôle vital du BDNF dans le développement du cerveau, il y a possiblement une grande influence du BDNF dans le développement de pathologies du cerveau.
Des taux d'ARNm de BDNF et de protéine BDNF sont connus pour être augmentés dans l'épilepsie. Le BDNF module la transmission synaptique excitatoire et inhibitrice en inhibant les courants postsynaptiques médiés par des récepteurs GABA. Ceci fournit un mécanisme potentiel pour l'up-régulation observée.

### Maladie d'Alzheimer
Des analyses post-mortem ont montré une diminution des taux de BDNF dans les tissus cérébraux chez les personnes atteintes de maladie d'Alzheimer, bien que la nature de l'association reste non claire. Des études suggèrent que les facteurs neurotrophiques ont un rôle protecteur contre la toxicité béta-amyloïde. On a suggéré qu'une connexion entre la dépression et la démence était liée au BDNF. La dépression crée une atrophie de l'hippocampe. Quand des antidépresseurs sont administrés, les niveaux de BDNF sont augmentés pour protéger et augmenter le volume de l'hippocampe et des autres cellules. Dans la maladie d'Alzheimer, l’hippocampe est aussi atteint, ce qui entraîne une baisse des taux de facteurs neurotrophiques. Un autre lien possible entre le BDNF et la démence est l'exercice physique car il peut augmenter le BDNF et protéger la cognition chez les personnes âgées.

### Addiction à des drogues
Le BDNF est un régulateur critique de la dépendance aux drogues. Les animaux qui sont exposés de manière chronique aux drogues montrent une augmentation du BDNF dans l'aire tegmentale ventrale du cerveau, et quand le BDNF est injecté directement dans l'aire tegmentale ventrale des rats, les animaux se comportent comme s'ils étaient dépendants des opioïdes.

## Interactions
On a montré une interaction protéique entre le BDNF et le TrkB. On a aussi montré que le BDNF interagit avec la chaîne de signal de la reelin. L'expression de la reelin par les cellules de Cajal-Retzius est diminuée durant le développement sous l'influence du BDNF.

## Dans la fiction
Dans L'Institut, Stephen King fait une interprétation totalement fictive du BDNF, indicateur de pouvoirs paranormaux chez les enfants : télépathie et télékinésie.